# Baek Sung-hyun
Baek Sung-hyun (Gwangmyeong, 30 de enero de 1989; en hangul, 백성현; en hanja, 白成鉉; RR: Baek Seong-hyeon) es un actor surcoreano.

## Biografía
Estudió medios de comunicación, artes escénicas y ciencias de la imagen en la Universidad de Chung-Ang. 
El 2 de enero del 2018 inició su servicio militar obligatorio como miembro de la guardia costera de Corea durante 23 meses.
En abril del 2020 anunció que se casaría con su novia con quien mantenía una relación desde hace cuatro años. Unos días después, el 25 de abril la pareja se casó en una pequeña ceremonia privada. En octubre del mismo año la pareja le dio la bienvenida a su primera hija, Seo Yoon. El 6 de febrero de 2022, anunció que junto a su esposa estaban esperando a su segundo bebé.

## Carrera
Es miembro de la agencia "SidusHQ" (싸이더스HQ; también conocida como "iHQ").
En 1994 debutó en el cine con la película I Wish for What Is Forbidden to Me donde interpretó a Baek Joon.
En noviembre del 2004 apareció en la serie Emperor of the Sea donde dio vida a Gungbok de joven, quien más tarde se convertiría en "Jang Bogo", una poderosa figura marítima. El actor Choi Soo-jong interpretó a Bogo de adulto.
En el 2009 se unió al elenco recurrente de la serie The Accidental Couple (también conocida como "That Fool") donde interpretó a Han Sang-chul, el hermano menor de Han Ji-soo (Kim Ah-joong).
El 3 de diciembre del 2011 se unió al elenco de la serie Insu, The Queen Mother donde dio vida al humano y cuidadoso Do Won-goon, quien se convierte en el Príncipe Heredero Uigyeong, hasta el vigésimo segundo episodio. Posteriormente dio vida al hijo de Uigyeong, el Rey Seongjong del episodio 40 al 54.
En junio del 2012 se unió al elenco recurrente de la serie Big donde interpretó a Gil Choong-shik, el hermano menor de Gil Da-ran (Lee Min-jung).
En febrero del 2013 se unió al elenco recurrente de la serie Iris II: New Generation donde dio vida a Kang Byung-jin, un hacker genio y el experto en informática del Servicio de Seguridad Nacional de Corea del Sur (NSS).
El 4 de noviembre del mismo año se unió al elenco principal de la serie Melody of Love (también conocida como "Love Rides the Song") donde interpretó a Park Hyun-woo, un abogado y el interés romántico de Gong Deul-im (Kim Da-som), hasta el final de la serie el 6 de junio del 2014.
En junio del 2016 se unió al elenco recurrente de la serie Doctors donde dio vida al doctor Pi Young-gook, un médico residente de tercer año del departamento de neurocirugía del Hospital Gookil, quien está enamorado de la doctora Jin Seo-woo (Lee Sung-kyung).
En enero del 2017 se unió al elenco recurrente de la primera temporada de la serie Voice donde interpretó al detective Shim Dae-shik, un joven oficial del equipo "Golden Time" del centro de reportes del 112 y el mejor amigo del detective Moo Jin-hyeok (Jang Hyuk).
El 18 de octubre del mismo año realizó su primera aparición especial en la serie While You Were Sleeping donde dio vida a Do Hak-young, el compañero de cuarto durante la secundaria de Han Woo-tak (Jung Hae-in) e instalador de internet que fue acusado falsamente de ser el culpable de la muerte repentina de Yoo Soo-kyung (Cha Jung-won).

## Filmografía

### Series de televisión
| Año         | Título                                               | Personaje                                  | Notas                              |
| ----------- | ---------------------------------------------------- | ------------------------------------------ | ---------------------------------- |
| 2023-24     | Entre él y ella                                      | Kim Jong-hyun                              | [ 19 ]                             |
| 2023-24     | Goryeo-Khitan War                                    | rey Mokjong de Goryeo                      | [ 20 ]                             |
| 2021        | Voice 4                                              | Det. Shim Dae-shik                         | [ 21 ]                             |
| 2021        | The Allies - A Time for a Green Hero                 | -                                          |                                    |
| 2021        | Mojito                                               | Kim Yeong-kwang                            |                                    |
| 2018        | Should We Kiss First?                                | Veterinario                                |                                    |
| 2017        | While You Were Sleeping                              | Do Hak-young                               | 8 episodios                        |
| 2017        | Voice                                                | Det. Shim Dae-shik                         |                                    |
| 2016        | Momin's Room                                         | Hyun Woo                                   | (serie web)                        |
| 2016        | Doctors                                              | Dr. Pi Young-gook                          |                                    |
| 2015 - 2016 | Ready for Start - Vol. 1                             | Kim Byung-chul                             | 12 episodios - (serie web)         |
| 2015        | Drama Special Season 6 - "Live Shock"                | Song Eun-beom                              | 1 episodio                         |
| 2015        | Splendid Politics                                    | Príncipe Heredero So-hyeon                 |                                    |
| 2015        | My Love Eun Dong                                     | Ji Eun-ho (27 años)                        | [ 22 ] [ 23 ]                      |
| 2015        | My Love Eun Dong: The Beginning                      | Ji Eun-ho (27 años)                        | 5 episodios                        |
| 2014        | Cheo Yong                                            | Jang Dae-seok                              | 4 episodios - (aparición especial) |
| 2014        | Dreaming Executive                                   | Oh Joong-gi                                | 6 episodios - (serie web)          |
| 2014        | Love Cells                                           | Chun Ji-woon                               | (serie web)                        |
| 2013 - 2014 | Melody of Love                                       | Park Hyun-woo                              | 151 episodios                      |
| 2013        | Puberty Medley                                       | Choi Jung-woo (de adulto)                  | 4 episodios                        |
| 2013        | Iris II: New Generation                              | Kang Byung-jin                             | [ 25 ]                             |
| 2013        | Drama Special Series Season 3 - "Adolescence Medley" | Choi Jung-woo (de adulto)                  |                                    |
| 2012        | Big                                                  | Gil Choong-shik                            |                                    |
| 2011 - 2012 | Insu, The Queen Mother                               | Príncipe Heredero Uigyeong / Rey Seongjong | 37 episodios                       |
| 2011        | Drama Special Series Season 1 - "White Christmas"    | Park Mu-yeol                               | 8 episodios                        |
| 2010        | Running, Gu                                          | Gu Dae-gu                                  | 4 episodios                        |
| 2009        | The Accidental Couple                                | Han Sang-chul                              |                                    |
| 2008        | Kokkiri (Elephant)                                   | Joo Sung-hyun                              |                                    |
| 2007        | Kid Gang                                             | Oh Han-pyo                                 |                                    |
| 2004        | Emperor of the Sea                                   | Gungbok (Jang Bogo) (de joven)             |                                    |
| 2004        | The Age of Heroes                                    | Chun Tae-san (de joven)                    |                                    |
| 2003        | Stairway to Heaven                                   | Cha Song-joo (de joven)                    |                                    |
| 2003        | Damo                                                 | Hwangbo Yoon (de joven)                    |                                    |
| 2002        | Trio                                                 | Park Jun-ki (de joven)                     |                                    |
| 2002        | Man of the Sun, Lee Je-ma                            | Lee Je-ma (de joven)                       |                                    |
| 2002        | Five Brothers and Sisters                            | Han Woo-sik (de joven)                     |                                    |
| 2001        | Sweet Bear                                           | -                                          |                                    |
| 2001        | Beautiful Days                                       | Lee Min-chul (de joven)                    |                                    |
| 2000        | Golden Era                                           | Jo Sang-man                                |                                    |
| 2000        | Ajumma                                               | Jang Hoon                                  |                                    |
| 2000        | The Full Sun                                         | Jang Ho-tae                                |                                    |
| 1998        | See and See Again                                    | Seon-nam                                   |                                    |
| 1996        | Lovers                                               | Jung Jin-soo                               |                                    |
| 1995        | Blowing of the Wind                                  | -                                          |                                    |

### Películas
| Año  | Título                             | Personaje      | Notas                                                                            |
| ---- | ---------------------------------- | -------------- | -------------------------------------------------------------------------------- |
| 2020 | Iron Lady                          | -              | junto a Yoon Jin-seo, Kwon Hae-sung, Chuk Jae-hee y Lee Joo-mi                   |
| 2018 | Bittersweet Brew                   | Park Seong-doo |                                                                                  |
| 2017 | Father's War                       | Baek-hyeon     | junto a Han Suk-kyu, Seo Se-myung, Kim Young-jae y Lee Seung-joon                |
| 2016 | Working Street                     | Tae-seong      |                                                                                  |
| 2015 | Speed                              | Ma Goo-rim     | junto a Seo Jun-young, Choi Tae-hwan, Shin Seo-hyun e Im Hyung-joon              |
| 2013 | A Clear Night                      | Hong Kang-shik |                                                                                  |
| 2013 | IRIS 2: The Movie                  | Kang Byung-jin | junto a Jang Hyuk, Lee Da-hae, Oh Yeon-soo, Lee Beom-soo y Yoon Doo-joon         |
| 2012 | China Blue                         | Eun-hyuk       |                                                                                  |
| 2010 | Blades of Blood                    | Kyeon-ja       | junto a Hwang Jung-min, Cha Seung-won, Han Ji-hye, Lee Dol-hyung y Kim Chang-wan |
| 2009 | Sydney in Love                     | -              | junto a Choi Jung-won - (corto)                                                  |
| 2008 | Our School's E.T                   | Baek Jung-goo  | junto a Kim Su-ro, Lee Han-wi, Park Bo-young, Lee Min-ho y Moon Chae-won         |
| 2007 | First Love                         | Joon-oh        |                                                                                  |
| 2005 | Marathon                           | Yun Jung-won   | junto a Jo Seung-woo, Kim Mi-sook, Lee Ki-young y Ahn Nae-sang                   |
| 2001 | Kiss Me Much                       | Lee Ji-oh      |                                                                                  |
| 1998 | Scent of a Man                     | Kwon Hyuk-soo  | junto a Kim Seung-woo, Myung Se-bin, Kim Rae-won, Lee Yo-won y Lee Beom-soo      |
| 1994 | I Wish for What Is Forbidden to Me | Baek-joon      |                                                                                  |

### Programas de variedades
| Año         | Programa                                                             | Notas                     |
| ----------- | -------------------------------------------------------------------- | ------------------------- |
| 2019        | Same Age Trainer                                                     | ep. #3                    |
| 2017        | Candy In My Ear 2 (My Ear Candy 2)                                   | (ep. #9-10)               |
| 2016        | Code: Secret Room Season 1                                           | concursante               |
| 2016        | Neighbourhood's Private Life                                         |                           |
| 2014        | Cool Kiz on the Block (Our Neighborhood Arts and Physical Education) | (deporte: Fútbol)         |
| 2014        | Running Man                                                          | (ep. #202-203) - invitado |
| 2013 - 2014 | Koica's Dream                                                        |                           |
| 2013        | World Challenge - Here We Go                                         |                           |
| 2012        | Invincible Youth 2                                                   |                           |
| 2010        | Star Donation Project: Baek Sung-hyun's Hope T-shirt                 |                           |

### Apariciones en videos musicales
| Año  | Artista(s)              | Canción                           | Notas              |
| ---- | ----------------------- | --------------------------------- | ------------------ |
| 2012 | Yangpa, Davichi & Hanna | "Love Is All the Same"            |                    |
| 2010 | SG Wannabe              | "Sunflower"                       |                    |
| 2009 | Kim Hyung-joong         | "Today's Horoscope" (오늘의 운세) | junto a Lee Da-hae |
| 2007 | Goo Jung-hyun           | "Goodbye Sadness"                 |                    |
| 2004 | Hero                    | "Fool Who Cares About Only You"   |                    |

### Teatro
| Año  | Título                        | Personaje   | Notas |
| ---- | ----------------------------- | ----------- | ----- |
| 2017 | Josee, The Tiger And The Fish | Tsuneo      |       |
| 2016 | Romantic Muscle               | Kang Jun-su |       |
| 2016 | Procedure of Love             | Jeong Ju-ho |       |
| 2013 | Uncle Sooni (순이삼촌)        | -           |       |

## Premios y nominaciones
| Año  | Categoría                              | Premio                     | Trabajo                 | Resultado |
| ---- | -------------------------------------- | -------------------------- | ----------------------- | --------- |
| 2013 | Best New Actor                         | KBS Drama Award            | Iris II: New Generation | Nominado  |
| 2013 | Best New Actor                         | KBS Drama Award            | Melody of Love          | Nominado  |
| 2013 | Netizen's Choice, Actor                | KBS Drama Award            | Melody of Love          | Nominado  |
| 2013 | Best Couple Award (junto a Suzy)       | KBS Drama Award            | Melody of Love          | Nominados |
| 2012 | Best Couple Award (junto a Kim Da-som) | KBS Drama Award            | Big                     | Nominados |
| 2008 | Hot Sitcom Star                        | 2nd Mnet 20's Choice Award | Kokkiri                 | Ganó      |
| 2007 | Best Music Video Acting                | 9th Mnet KM Music Festival | Goodbye Sadness         | Ganó      |